# Geografía de Montenegro
Montenegro (nombre local, Crna Gora; en serbio: Црна Гора) es un estado de Europa suroriental, entre el mar Adriático y Serbia. Este pequeño estado montañoso del sudoeste de los Balcanes limita con Croacia, Bosnia y Herzegovina, Serbia, Albania y el mar Adriático.

## Geografía física

### Relieve

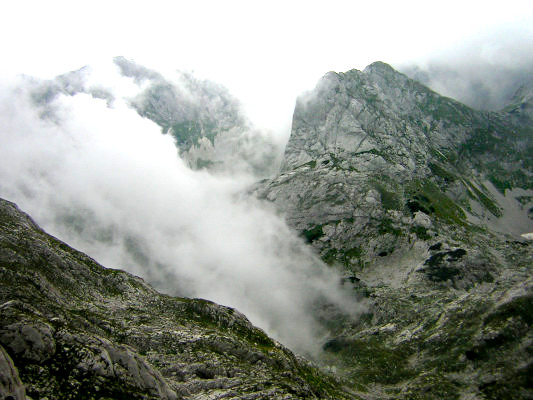
Pico Minin, en el parque nacional Durmitor

Mapa topográfico del país en el que se aprecia el interior montañoso que cubre casi toda su superficie, la depresión en torno al lago Escútari, al sureste, y la estrecha costa, lindante con las montañas.

Hay una meseta rocosa, región geomorfológica especial que contrasta con el litoral, al que literalmente se asoma. Las plantas y animales son escasos en esta región, aunque pueden encontrarse extensiones de tierra fértil en las depresiones con morfología kárstica, (polja) y cráteres (vrtače). El suelo pedregoso drena fácilmente, por lo que la lluvia tiene poco efecto. Aunque la media pluviométrica está entre las mayores de Europa, el suelo poroso evita el crecimiento superficial de flora. En esta región se encuentra el parque nacional Lovćen.
Una tercera región, además de la meseta y el litoral, es la depresión que abarca el lago Escútari, la fértil llanura de Zeta, con el valle del río Zeta, y los campos de Nikšić (polje). Son tierras bajas, y además las únicas planicies de Montenegro. La altitud promedio de la llanura de Zeta es 40 m s. n. m. en la parte norte, mientras que la planicie de Nikšić, que en términos espaciales forma parte de aquella, es 500 metros más alta. Las fértiles tierras bajas a lo largo de los valles fluviales son el lugar ideal para el asentamiento humano, por lo que la llanura de Zeta, el valle del río Zeta y el campo de Nikšić registran la mayor concentración poblacional de Montenegro. Allí se sitúan las dos mayores ciudades del país: Podgorica y Nikšić. En esta región se encuentra asimismo el parque nacional del lago Escútari.
El norte de Montenegro es la región de las altas montañas. Desde la superficie de las mesetas a 1700 m s. n. m., surgen picos y crestas de más de 2000 m s. n. m., tales como el Durmitor, el Bjelasica, el Komovi o el Visitor. Estas montañas son ricas en pastos, bosques y lagos de montaña, de los que hay veintinueve en Montenegro.

### Ríos, lagos y costas

#### Ríos
Los ríos Lim y Tara cruzan el Montenegro septentrional antes de desaguar en el río Drina de Bosnia y Herzegovina, que a su vez desemboca en el Danubio. Por el contrario, en el Montenegro meridional, las corrientes fluyen hacia el mar Adriático. Gran parte de los ríos de la región kárstica no recorre la superficie, sino que corre por canales subterráneos. Los ríos Piva, Tara, Morača, Cehotina y sus afluentes han excavado profundos cañones en la roca. El cañón del río Tara, por ejemplo, es el segundo más grande del mundo.

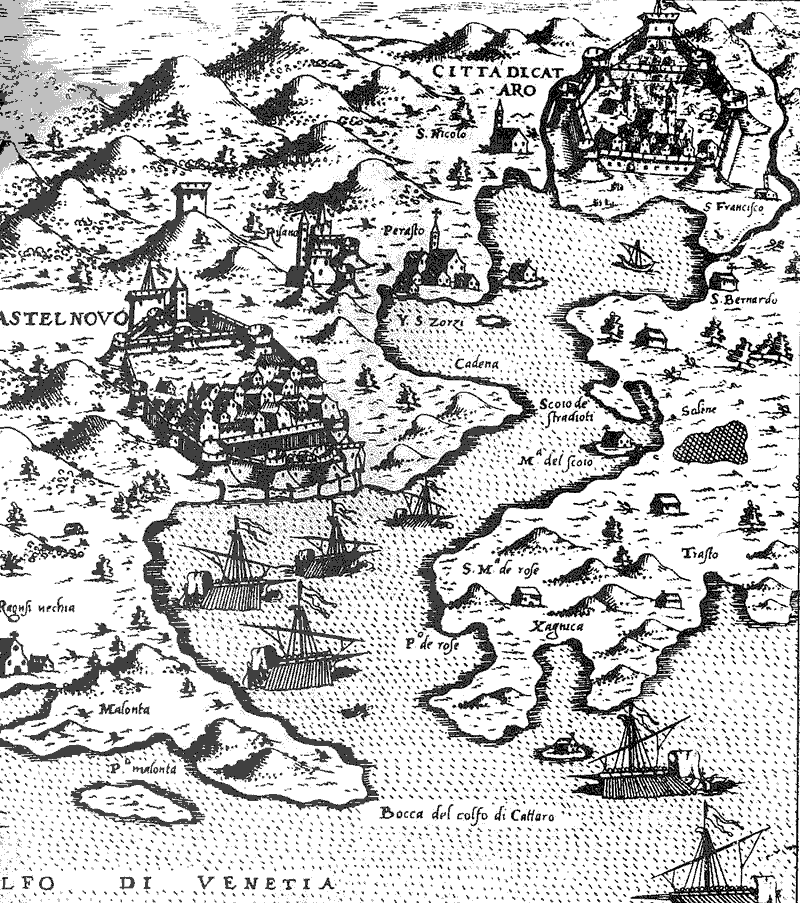
Mapa del en el se representan las Bocas de Kotor.

#### Lagos
En Montenegro hay cuarenta lagos. El más grande de Montenegro y de los Balcanes en su conjunto es el lago Escútari o Skadar, con una superficie de 391 km². Conocido en Montenegro como Skadarsko Jezero, queda cerca de la costa y lo cruza la frontera internacional que separa Montenegro del norte de Albania. Tiene 50 km de largo y 16 km de ancho. Alrededor del 60 % del lago queda en territorio montenegrino. El cuerpo hídrico ocupa la depresión del poljé kárstico cuyo fondo queda bajo el nivel del mar.

#### Costa
El litoral marítimo presenta un fuerte contraste con las otras tres regiones, constituyendo la «fachada» mediterránea de Montenegro. Frente a las costas de Montenegro, el Adriático presenta su mayor anchura (alrededor de 200 km hasta las costas del sur de Italia), y también su máxima profundidad (-1330 m, en un punto 120 km al sudoeste de las Bocas de Kotor).
Las costas montenegrinas miden 293,5 km, 52 de los cuales son playas. La playa más larga es la de Velika Plaža, en Dulciño, que se extiende a lo largo de trece kilómetros. A diferencia de su vecina norteña Croacia, Montenegro no tiene grandes islas habitadas a lo largo de la costa. Al sur de las Bocas de Kotor, hay una estrecha llanura costera, de no más de cuatro kilómetros de ancho, que está resguardada por el norte por montañas altas: Rumija, Sutorman, Orjeerrn, y Lovćen. La llanura proporciona espacio para numerosos pequeños asentamientos costeros. 
La costa montenegrina es muy accidentada, con numerosas bahías y estuarios. Su accidente más destacado son las Bocas de Kotor, un golfo tipo fiordo que es de hecho un cañón de río sumergido. Es la mayor bahía del país; se encuentra rodeada por montañas que alcanzan los 1000 m s. n. m., que caen casi verticalmente al mar. Se considera que es el fiordo más austral del continente.

### Clima

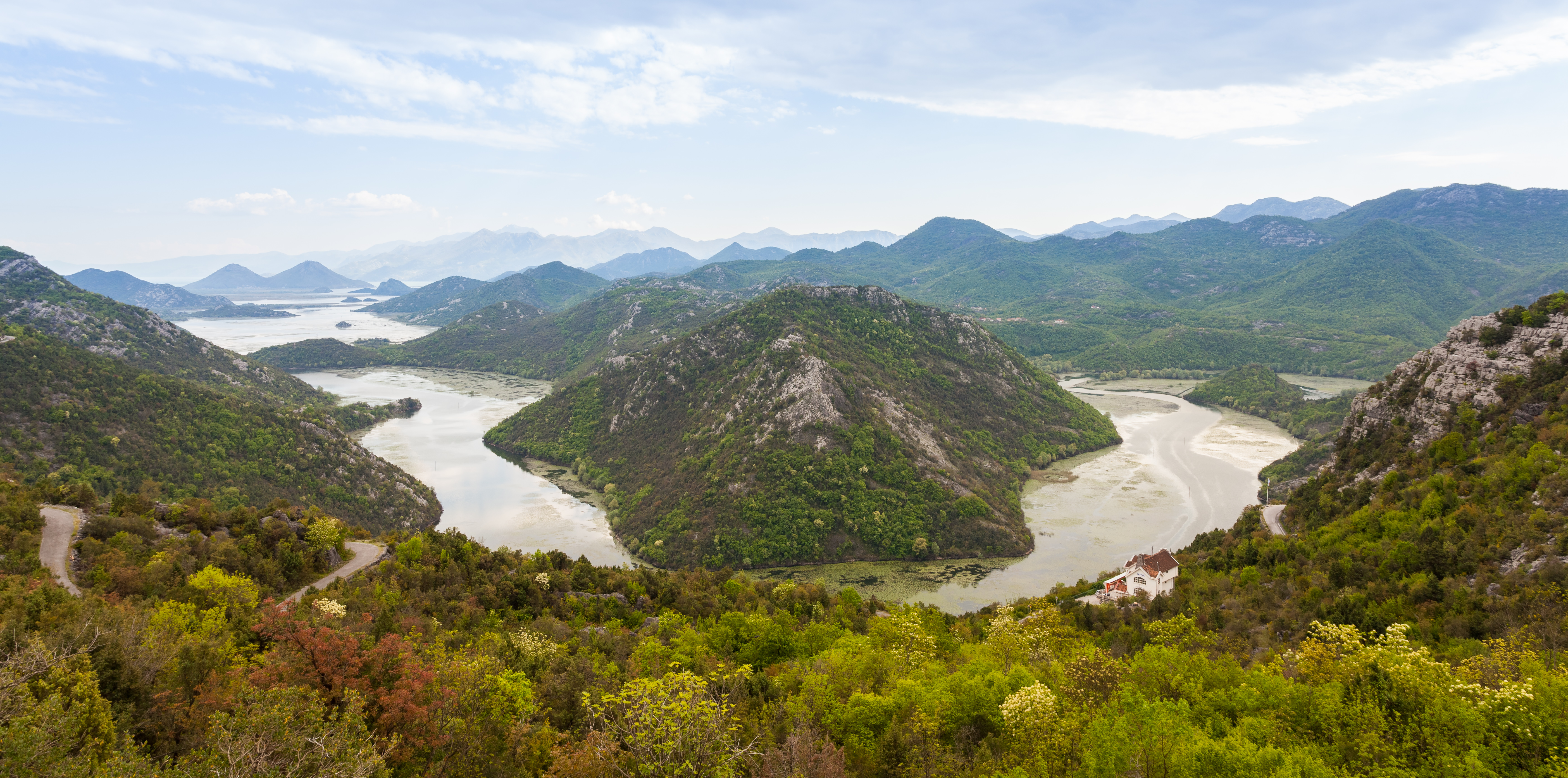
Lago Escútari en Montenegro

Este país montañoso es, al mismo tiempo, oceánico y continental. Hay cuatro tipos de clima, con una variedad de microclimas, con características que incluyen los de regiones desde subtropical hasta subpolar. Las corrientes atmosféricas cálidas provenientes de África, y las corrientes frías del Norte se alternan en forma constante sobre el territorio del país. También los contrastes de la topografía se reflejan en el clima.
El clima mediterráneo prevalece en el litoral. En el litoral, la temperatura promedio en julio varía entre 23,4 °C y 25,6 °C. Los veranos son usualmente largos y secos, los inviernos cortos y húmedos. A lo largo del valle del río Bojana, sobre la bahía del lago Escútari, y aguas arriba del Morača, olas de intenso calor penetran hasta Podgorica, convirtiéndola en la ciudad más calurosa de Montenegro, y una de las más cálidas de los Balcanes. La temperatura varía en gran medida debido a la altitud. Podgorica, que queda cerca del nivel del mar, destaca por tener el julio más cálido del país, con una media de 27 °C. En la región central de Montenegro, en las llanuras de Zetska y Bjelopavlićka, las temperaturas de julio son 26,4 °C (en Podgorica) y 25,4 °C (en Danilovgrad). La máxima absoluta puede a veces alcanzar los 40 °C. Las temperaturas promedio en enero rondan los 5 °C, con un mínimo absoluto de -10 °C.
Cetiña, en el karst con una altitud de 670 m s. n. m., tiene una temperatura de 5 °C por debajo de Podgorica, con 22 °C. Las temperaturas en enero en la costa meridional está en los 8 °C de Antivari.
En el interior, a tan solo unos pocos kilómetros de la costa en línea recta, domina el clima continental. Los Alpes Dináricos, con montañas como Orjen, Lovćen y Rumija, forman escalones contra la costa, casi como una barrera gigante, y evitan la penetración del clima mediterráneo en el interior del territorio.
En la región de las altas montañas, el clima es típicamente subalpino, con inviernos fríos y de nieve abundante, y veranos moderados. La temperatura en enero en las montañas septentrionales es de -3 °C. Las regiones montañosas de Montenegro reciben algunas de las lluvias más abundantes de Europa. La precipitación anual en Crkvice, en el karst lindate con la bahía de Kotor, es de 4.928 mm. Como la mayor parte de las regiones a lo largo del mar Mediterráneo, la precipitación tiene lugar principalmente durante la parte fría del año, pero en las montañas más altas está presente un máximo veraniego secundario. Mientras que en el litoral y en la bahía del lago Escútari la nieve es una rareza, sobre el monte Durmitor pueden acumularse hasta cinco metros de nieve. En las regiones del norte de Montenegro, y particularmente en las altas montañas, la nieve permanece durante varios meses debido a la escasa evaporación y, en ocasiones, el año entero. Dura de media diez días en las depresiones del poljé kárstico y se incrementa hasta ciento veinte días en las montañas más elevadas.
| Parámetros climáticos promedio de Podgorica                                             | Parámetros climáticos promedio de Podgorica | Parámetros climáticos promedio de Podgorica | Parámetros climáticos promedio de Podgorica | Parámetros climáticos promedio de Podgorica | Parámetros climáticos promedio de Podgorica | Parámetros climáticos promedio de Podgorica | Parámetros climáticos promedio de Podgorica | Parámetros climáticos promedio de Podgorica | Parámetros climáticos promedio de Podgorica | Parámetros climáticos promedio de Podgorica | Parámetros climáticos promedio de Podgorica | Parámetros climáticos promedio de Podgorica | Parámetros climáticos promedio de Podgorica |
| Mes                                                                                     | Ene.                                        | Feb.                                        | Mar.                                        | Abr.                                        | May.                                        | Jun.                                        | Jul.                                        | Ago.                                        | Sep.                                        | Oct.                                        | Nov.                                        | Dic.                                        | Anual                                       |
| --------------------------------------------------------------------------------------- | ------------------------------------------- | ------------------------------------------- | ------------------------------------------- | ------------------------------------------- | ------------------------------------------- | ------------------------------------------- | ------------------------------------------- | ------------------------------------------- | ------------------------------------------- | ------------------------------------------- | ------------------------------------------- | ------------------------------------------- | ------------------------------------------- |
| Temp. máx. media (°C)                                                                   | 9.5                                         | 11.3                                        | 15.1                                        | 19.1                                        | 24.3                                        | 28.2                                        | 31.8                                        | 31.7                                        | 27.3                                        | 21.7                                        | 15.4                                        | 11.1                                        | 20.5                                        |
| Temp. mín. media (°C)                                                                   | 1.4                                         | 3.1                                         | 5.8                                         | 9.1                                         | 13.5                                        | 17.3                                        | 20.3                                        | 20.2                                        | 16.5                                        | 11.6                                        | 6.8                                         | 2.9                                         | 10.7                                        |
| Precipitación total (mm)                                                                | 192                                         | 167                                         | 159                                         | 144                                         | 89                                          | 63                                          | 38                                          | 66                                          | 121                                         | 166                                         | 239                                         | 217                                         | 1661                                        |
| Días de precipitaciones (≥ 1 mm)                                                        | 12                                          | 12                                          | 11                                          | 12                                          | 9                                           | 8                                           | 5                                           | 6                                           | 6                                           | 9                                           | 14                                          | 13                                          | 117                                         |
| Fuente: World Weather Information: Weather Information for Podgorica 7 de julio de 2010 |                                             |                                             |                                             |                                             |                                             |                                             |                                             |                                             |                                             |                                             |                                             |                                             |                                             |

### Medio ambiente
El 80 % del territorio es boscoso, accidentado y con tierras de pastura. Las 2833 especies de plantas que crecen en Montenegro representan al menos un cuarto del inventario de flora europea, todo en un país que posee solo el 0,14 % de la superficie continental. Montenegro es un país de singularidades naturales, que se plasman en las cuatro regiones geográficas diferenciables en su pequeña superficie.
Destaca en su patrimonio natural el parque nacional de Durmitor, bien natural declarado patrimonio de la Humanidad por la Unesco en el año 1980 con ampliación en 2005. Tiene una reserva de la biosfera, la cuenca del río Tara. 20 000 hectáreas están protegidas como humedal de importancia internacional al amparo del Convenio de Ramsar, en un solo sitio Ramsar, el lago Escútari (Skadarsko Jezero). Tanto el Durmitor como el lago Escútari tienen una zona protegida como parque nacional; hay otros dos en el país: Biogradska Gora y Lovćen, que se encuentran en la zona de altas cumbres.
El principal riesgo natural del país son los terremotos destructivos. En cuanto a las preocupaciones medioambientales, hay contaminación de las aguas litorales por vertidos de aguas residuales, especialmente en zonas turísticas como Kotor. 

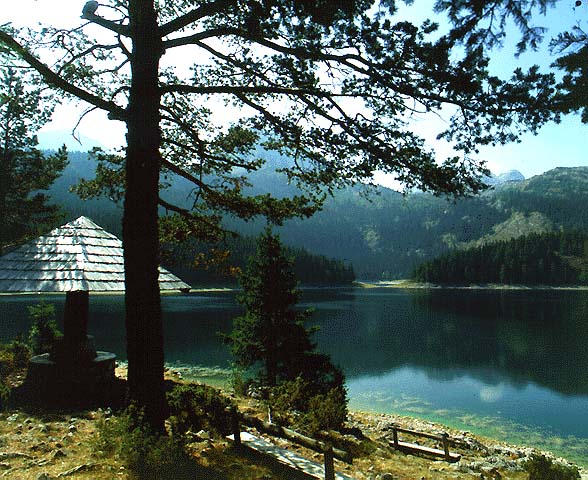
Biogradska Gora, Montenegro.

En Montenegro hay reptiles y anfibios, como la víbora-nariz cornuda. También hay mamíferos, como el oso pardo. Además, hay muchas aves y peces.

## Geografía humana
La población aproximada de Montenegro en julio de 2009 es 672 180 habitantes. El 60 % de la población habita en zonas urbanas (2008). En cuanto a los grupos étnicos, hay: montenegrinos (43 %), serbios (32 %), bosnios (8 %), albaneses (5 %) y otros (musulmanes, croatas, romaníes o gitanos [12 % según el censo de 2003]). La religión mayoritaria es la cristiana ortodoxa (que profesa el 74,2 % de la población), seguida de la musulmana (17,7 %) y la católica (3,5 %), mientras que otro 0,6 % de la población profesa otras religiones, un 3 % no indica sus creencias y otro 1 % es  ateos según los datos del censo de 2003. Los idiomas que se hablan en el país son: el serbio (63,6 % de los habitantes), el montenegrino (oficial, 22 %), el bosnio (5,5 %), y el albanés (5,3 %) según el mismo censo; un 3,7 % no declaró su idioma.
La capital es Podgorica con 169 132 habitantes. Otras localidades principales son Nikšić y Pljevlja. Administrativamente, el país se divide en veintiún municipios (opstine; en singular, opstina): Andrijevica, Antivari, Berane, Bijelo Polje, Budva, Cetiña, Danilovgrad, Herceg Novi, Kolasin, Kotor, Mojkovac, Niksic, Plav, Pljevlja, Pluzine, Podgorica, Rozaje, Savnik, Tivat, Dulciño y Zabljak.

## Geografía económica
Sus recursos naturales son bauxita y energía hidroeléctrica. En cuanto al uso de la tierra, un 13,7 % es tierra arable, un 1 % se destina a cosechas permanentes y el resto 85,3 %. 
Montenegro independizó su economía del control federal y de Serbia en la época de Milosevic y mantuvo su propio banco central, adoptó el marco alemán, luego el euro - más que el dinar yugoslavo - como moneda de cambio oficial, recaudó tarifas aduaneras y manejó su propio presupuesto. La disolución de la ya débil relación política entre Serbia y Montenegro en 2006 llevó a que fuera miembro separado de diversas instituciones financieras internacionales, como el Banco Europeo para la Reconstrucción y el Desarrollo. El 18 de enero de 2007, Montenegro se unió al Banco Mundial y al Fondo Monetario Internacional. Montenegro está persiguiendo integrarse de forma independiente en la Organización Mundial del Comercio y firmó un acuerdo de asociación y estabilización con la Unión Europea en octubre de 2007. El desempleo y las disparidades regionales en desarrollo son claves políticas y problemas económicos. Montenegro ha privatizado su amplio complejo de producción de aluminio, la industria dominante, así como la mayor parte de su sector financiero, y ha comenzado a atraer la inversión extranjera en el sector turístico.